# Pantheon (serie de televisión)
Pantheon es una serie de televisión estadounidense de animación para adultos, de género dramático y ciencia ficción, creada por Craig Silverstein. La serie está basada en una serie de cuentos de Ken Liu. La primera temporada se estrenó el 1 de septiembre de 2022 en AMC+. En enero de 2023, la primera temporada se eliminó de AMC+ y HIDIVE; y se relanzó en Amazon Prime Video con la segunda temporada en Australia y Nueva Zelanda el 15 de octubre de 2023.

## Argumento
En 2001, Stephen Holstrom, un visionario genio y fundador de la empresa de tecnología Logorhythms, comenzó su misión de alcanzar la inmortalidad digital con el avance de la "Inteligencia Cargada" o "UI", escaneando el cerebro humano y subiéndolo a la Nube. Después de la muerte de Holstrom, Logorythms continuó su proyecto, utilizando varios medios ilegales y poco éticos para alcanzar sus objetivos.
En la actualidad, Maddie Kim es una adolescente acosada que todavía está de duelo por la muerte de su padre dos años antes. Pronto recibe una misteriosa ayuda de alguien en línea, que poco después se revela como su padre fallecido, David Kim, cuya conciencia fue subida a la red de la nube de Logorhythms después de un escáner cerebral experimental y destructivo, cuyo éxito se ocultó a la familia de David.
Al mismo tiempo, Caspian Keyes, un adolescente problemático pero muy inteligente, ha sido criado sin saber que vive en un entorno construido y que Logorythms lo monitorea constantemente para que algún día cumpla un propósito especial. Caspian entra en contacto con Maddie y ambos se ayudan mutuamente en la búsqueda de la verdad, lo que también ayuda a Caspian a aprender gradualmente sobre su realidad.
Mientras tanto, Vinod Chanda, un ingeniero de la empresa Alliance Telecom con sede en India, es secuestrado por su jefe corrupto y escaneado, lo que resulta en su muerte en el mundo físico con su interfaz de usuario cargada en los sistemas de Alliance. Con la ayuda de víctimas anteriores de la interfaz de usuario, Chanda escapa de su prisión virtual y se vuelve rebelde.
Con Maddie y Caspian atrapados en el medio, se desarrolla una conspiración global que amenaza con desencadenar un nuevo tipo de guerra mundial.

## Personajes
- Katie Chang como Madison "Maddie" Kim, una chica de secundaria de 14 años, retraída, tímida y de carácter fuerte. Maddie tiene afinidad por la tecnología y su padre le enseñó programación informática. Inteligente y decidida, Maddie muestra mucha valentía al verse envuelta en una gran conspiración.
- Paul Dano como Caspian Keyes, un adolescente de 17 años, hosco pero amable y moral. Caspian, un genio de la informática, ha sido criado sin saberlo como una operación especial de Logorhythms con el propósito de convertirse en la "clave" del legado de la interfaz de usuario de Holstrom.
- Aaron Eckhart como Cary Duval, el "padre" de Caspian y un agente secreto de Logorhythms, que trabajó estrechamente con Holstrom antes de su muerte. Si bien desempeña el papel de un marido abusivo, Cary se preocupa genuinamente por Caspian y quiere protegerlo. Eckhart también presta su voz al almirante Kurtz, director de la NSA y jefe del programa encubierto de interfaz de usuario del gobierno de los EE. UU.
- Rosemarie DeWitt como Ellen Kim, la madre protectora y realista de Maddie, y profesora de historia en la universidad.
- Chris Diamantopoulos como Julius Pope, el director ejecutivo de Logorhythms, que busca hacer realidad los sueños de su mejor amigo, Holstrom, y lidera el círculo íntimo de Holstrom en su lugar.
- Raza Jaffrey como Vinod Chanda, un ingeniero brillante que trabaja para Alliance Telecom y que tiene interés en la tecnología de interfaz de usuario. Después de que lo maten y lo suban a la fuerza como interfaz de usuario, Chanda pudo escapar de su jaula y convertirse en el tercer interfaz de usuario rebelde.
- Daniel Dae Kim como David Kim, el padre cariñoso y altruista de Maddie y un genio de la programación informática. Afligido por una enfermedad terminal cuando tenía 43 años, David aceptó el procedimiento de interfaz de usuario de Logorhythms para preservar su mente y se convirtió en el segundo interfaz de usuario. Con la ayuda de su familia y de Laurie, finalmente pudo escapar de Logorhythms.
- Ron Livingston como el Dr. Peter Waxman, el jefe de investigación de Logorhythms y uno de los pocos que conocen el proyecto de interfaz de usuario de la empresa. Un viejo amigo de David Kim, anteriormente reclutó a David para que los ayudara con su investigación de interfaz de usuario.
- Taylor Schilling como Renee, la "madre" de Caspian y agente secreta de Logorhythms, que fue la ex amante de Holstrom. Si bien actúa como una madre tímida y cariñosa, Renee ve a Caspian con frialdad como una misión.

## Episodios
| Temporada | Temporada | Episodios | Emisión                 | Emisión               |
| Temporada | Temporada | Episodios | Inicio                  | Final                 |
| --------- | --------- | --------- | ----------------------- | --------------------- |
|           | 1         | 8         | 1 de septiembre de 2022 | 13 de octubre de 2022 |
|           | 2         | 8         | 15 de octubre de 2023   | 15 de octubre de 2023 |

## Producción
El 3 de agosto de 2018, se informó que AMC abrió una sala de escritores para el drama animado Pantheon. El 10 de marzo de 2020, AMC le había dado a la producción un pedido de serie de 2 temporadas que consta de ocho episodios cada una. Pantheon es la primera serie dramática animada original de AMC de una hora de duración. La serie es creada por Craig Silverstein, quien también fue productor ejecutivo de la serie. AMC Studios y Titmouse, Inc. están involucrados en la producción de la serie. La serie está basada en los cuentos de Ken Liu "The Gods Will Not Be Chained", "The Gods Will Not Be Slain", "The Gods Have Not Died in Vain", "Staying Behind", "Altogether Elsewhere, Vast Herds of Reindeer" y "Seven Birthdays" de la colección de cuentos The Hidden Girl and Other Stories.
Una segunda temporada estaba en producción en agosto de 2022. El 8 de enero de 2023, AMC canceló la serie después de una temporada, a pesar de haber ordenado dos temporadas. También fue eliminada del servicio de transmisión de AMC y de HIDIVE. En septiembre de 2023, Amazon Prime Video anunció que retomaría la serie para su lanzamiento.